# 鳳邑保興宮
鳳邑保興宮，位於臺灣高雄市鳳山區的一間大道公廟，主奉閩南醫神保生大帝（大道公）。

## 歷史沿革
日治時代初期，臺南學甲人士李墻移居高雄鳳山時，自家鄉學甲慈濟宮恭迎謝府元帥和保生大帝到鳳山一地代天宣化。爾後，因保興宮鄰近地區一帶，除了有聚居臺南學甲人外，也陸續有許多臺南北門人移居此地，於是信眾一同前往北門南鯤鯓代天府恭迎吳府千歲香火前來一同奉祀，協助保生大帝共同庇佑移居鳳山的學甲人及北門人。
起初保生大帝及王爺並無廟宇，而是奉祀在民居之中；由於信徒日漸增加，於民國61年開始購地建廟，並於民國64年入火安座。

## 祀神
保生大帝、吳府千歲、謝府元帥、中壇元帥、註生娘娘、福德正神、太歲星君、虎爺